# Тупик (Забайкальский край)
Тупи́к — село, административный центр Тунгиро-Олёкминского района Забайкальского края России. Административный центр и единственный населённый пункт сельского поселения «Тупикское».

## География
Расположено на правом берегу реки Бугарикты, при впадении её в Тунгир (правый приток Олёкмы), в 100 км к северу от города Могоча и одноимённой станции на Транссибирской железнодорожной магистрали, и в 710 км северо-восточнее Читы. Река Серпук, правый приток Бугарикты, делит село на две равные части. 
Входит в Перечень населенных пунктов Забайкальского края, подверженных угрозе лесных пожаров. 

## История
Тупик был основан в 1911 году в результате неудачной попытки проложить железную дорогу до Якутска: началась Первая мировая война, и проект заморозили. Так посёлок получил своё нынешнее имя.
Во время Гражданской войны здесь был уничтожен отряд интернационалистов (венгров).
В 1938 году Тупик стал центром района.

## Население
| 1939 | 1959 | 1970 | 1979  | 1989  | 2002  | 2010 |
| ---- | ---- | ---- | ----- | ----- | ----- | ---- |
| 1647 | ↘826 | ↗913 | ↗1001 | ↗1069 | ↘1041 | ↘971 |
| 2012 | 2013 | 2014 | 2015  | 2016  | 2017  | 2018 |
| ↘949 | ↘946 | ↘940 | ↗950  | ↘948  | ↘919  | ↗933 |
| 2019 | 2020 | 2021 |       |       |       |      |
| ↘926 | ↘925 | ↘825 |       |       |       |      |

## Инфраструктура
Средняя общеобразовательная школа, детский сад «Солнышко», районный центр досуга, районная больница.

## Топографические карты
- Лист карты N-50-XVIII Тупик. Масштаб: 1 : 200 000. Состояние местности на 1984 год. Издание 1991 г.